# Joon Wolfsberg

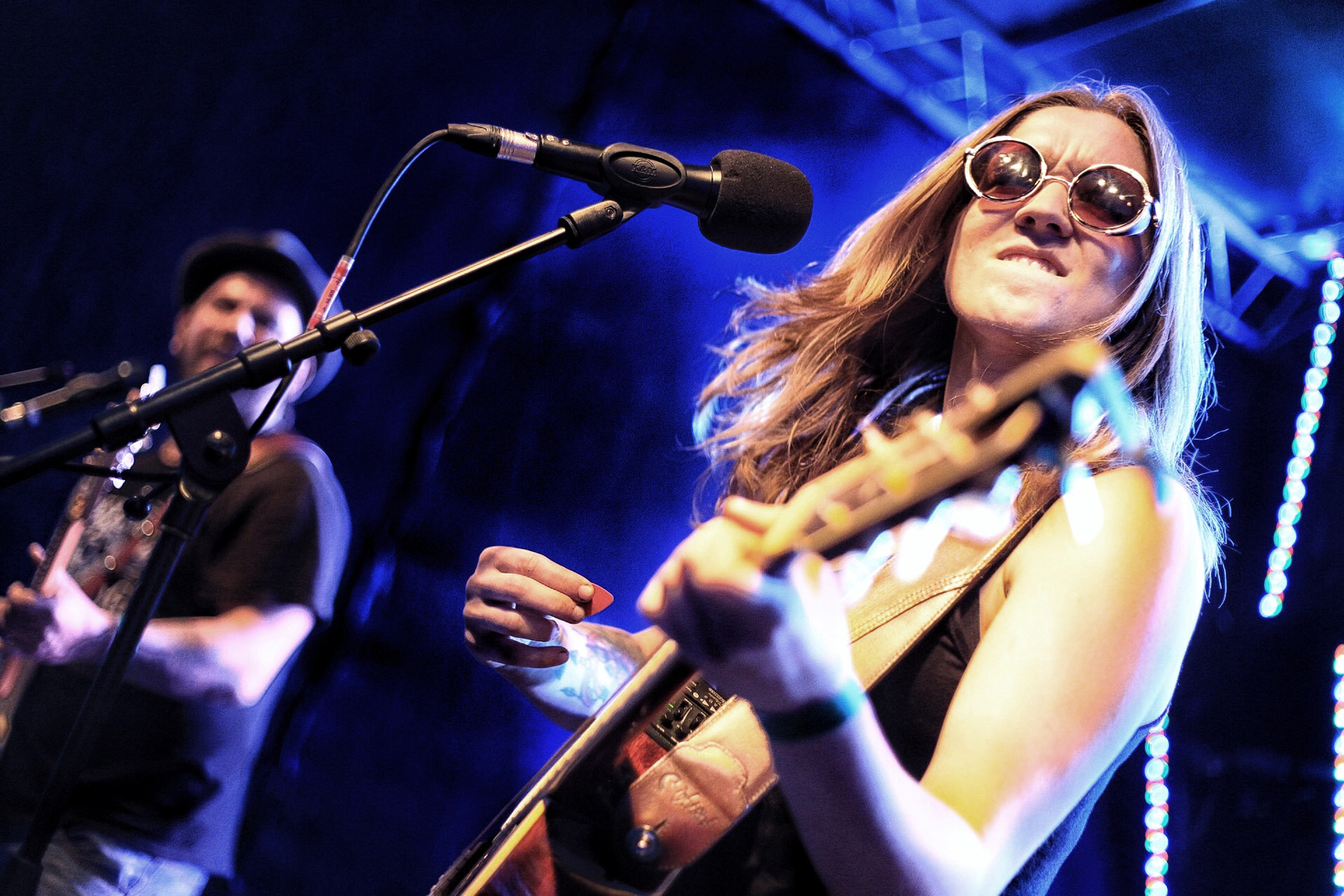
Joon Wolfsberg (2015)

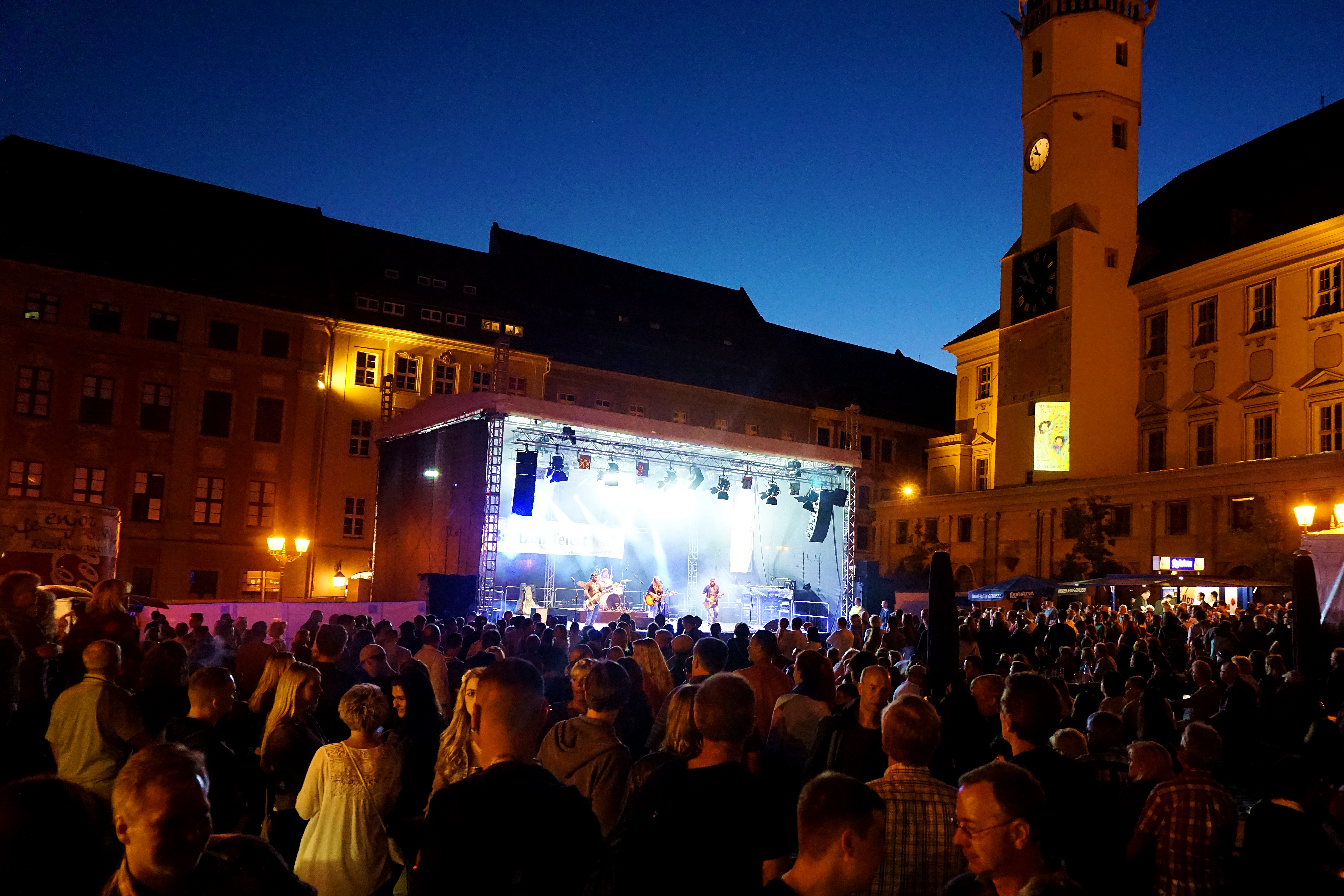
Joon Wolfsberg bei einem Konzert in Bautzen (2017)

Joon Wolfsberg (* 8. März 1992 in Köln) ist eine deutsche Singer-Songwriterin aus Erfurt sowie Namensgeberin und Gründerin der Band „Joon Wolfsberg“.

## Leben

### Ausbildung
Joon Wolfsberg besuchte seit dem 6. Lebensjahr die staatliche Musikschule in Erfurt. Dort erhielt sie Klavier-, Schlagzeug- und Gesangsunterricht. Das Gitarrenspiel erlernte sie autodidaktisch. Nach ihrem Abitur 2010 widmete sie sich ganz der musikalischen Karriere. Sie trat bereits zu dieser Zeit mit eigenen Songs als Straßenmusikerin auf.

### Werdegang
Im Alter von 15 Jahren begann sie 2007 eigene Songs zu schreiben. 2008 komponierte Joon Wolfsberg, damals noch unter ihrem Künstlernamen „Joon W.“. Im selben Jahr wurde der Musiker Will.i.am von den Black Eyed Peas auf sie aufmerksam.
Seit 2010 schreibt sie ihre Songs gemeinsam mit ihrem Vater, dem Filmfotografen Joe (Joseph) Wolfsberg, welcher auch alle Alben produziert hat.

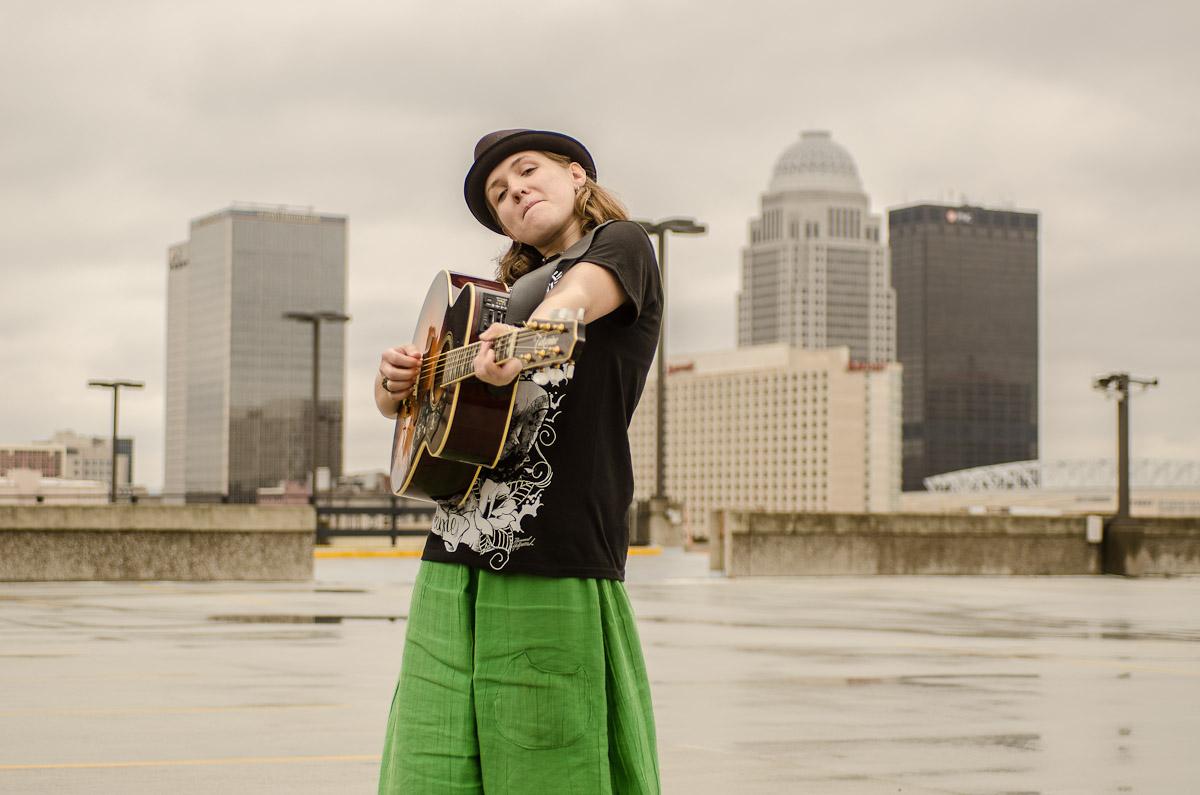
Joon Wolfsberg (Promotionfoto, 2012)

2011 nahm sie im Januar und Februar in Nashville im „Tracking Room Studio“ ihr Debütalbum Made In USA gemeinsam mit Dave Roe (letzter Bassist von Johnny Cash), Buddy Hyatt (Pianist bei Toto), Shawn Fichter (Schlagzeuger von Peter Frampton) auf.
Am 1. April 2011 wurde davon zuerst eine digitale Version auf Downloadportalen wie iTunes oder Amazon zum Verkauf angeboten. Am 14. Mai 2011 wurde dann auch die physische Ausgabe für den Verkauf veröffentlicht.
Die darauf enthaltene Single „Please“ erreichte unter anderem in der Schweiz Popularität und wird dort seit 2011 regelmäßig vom Schweizer Radio und Fernsehen (SRF) bei Radio Swiss Pop gespielt.
Das Album „Made in USA“ verteilte sich im Laufe des Jahres 2011 auch in der etablierten Musikszene von Los Angeles. Dadurch kam es zum Kontakt mit Brad Smith (Bass) und Christopher Thorn (Gitarre) von der US-Band Blind Melon und dem Schlagzeuger Dave Krusen (Gründungsmitglied von Pearl Jam), mit denen sie dann im Januar 2012 in Nashville im „Tracking Room Studio“ das Album Wonderland aufnahm.
Die Financial Times Deutschland wählte am 3. Juni 2012 das Wonderland-Album zum Album der Woche und vergab die Höchstpunktzahl 5.
Ende 2012 gründete Joon Wolfsberg ihre erste Band in Deutschland. Ab 2013 nahm sie mit den neuen Bandmitgliedern Toni Funk (Gitarre) und Michael Nowatzky (Schlagzeug) 3 weitere Alben auf.
Der Rolling Stone wählte das Album The Deluxe Underdog auf Platz 9 der 52 schlechtesten Alben des zweiten Halbjahres 2014.
Joon Wolfsberg ist Mitglied der „American Federation of Musicians“ (Nashville Musicians, AFM Local 257) und Mitglied der National Academy of Recording Arts and Sciences Los Angeles, welche jährlich den Grammy Award vergibt.

## Presse
„Joon Wolfsberg wurde zwar in Köln geboren und wuchs in Erfurt auf – klingt aber ziemlich international. Irgendwo zwischen der Jefferson-Airplane-Sängerin Grace Slick, Folkrock-Elementen und ganz viel Joon Wolfsberg singt sich die von ihrem Vater produzierte 20-jährige Newcomerin durch echte Ohrwürmer. Einige ihrer Songs wie ‚Big Fish‘ oder ‚Free Your Mind haben‘ sogar Chartqualitäten. Gut – die Texte sind nicht immer das Gelbe vom Ei, aber geschenkt: Hier steht die Musik im Vordergrund. […]“

„Doch wenn man ihren ins Alt driftenden Gesang und den zwischen abgeklärtem Folk-Rock und in Nostalgie badenden Alternativ-Rock-Sound ihrer Band vernimmt, könnte man meinen, die Dame hätte schon viel mehr hinter sich als zwei Dekaden Leben.“

„Joon Wolfsberg, ‚The Deluxe Underdog‘: 1,5 Sterne. Halb Totenkopf, halb Rock-Chick – die Erfurterin müht sich an großem Blues-Rock ab.“

„Save Him, 1220 Wells Street: They say that those who don’t learn from the past are doomed to repeat it, Joon and her musical gang prove that it is by learning from the past that they get a hand in writing music’s next chapter and it is a chapter that fans of songs built on integrity and honest are going to revel in.“

## Diskografie
- 2010: Green Boots (Demoalbum)
- 2011: Made in USA (Debütalbum)
- 2012: Wonderland
- 2013: Revolujoon
- 2014: The Deluxe Underdog
- 2017: 1220 Wells Street